# Verità nascoste
Verità nascoste è un LP del complesso musicale italiano Le Orme pubblicato nel 1976. 

## Descrizione
Il cambio di chitarrista da Tolo Marton a Germano Serafin significò un parziale ritiro della chitarra elettrica dai ruoli di primo piano, per favorire invece un ritorno ad una produzione più vicina alle tendenze musicali seguite dal gruppo in precedenza. In seguito alla separazione da Gian Piero Reverberi, il complesso iniziò inoltre ad autoprodursi.
Seguì il 45 giri Canzone d’amore, non incluso nell'album, dal quale venne tratto il singolo Regina al Troubadour.
L'album venne inciso a Londra, città peraltro descritta nel brano In ottobre. Un'altra città famosa, Amsterdam, viene ricordata nel lavoro come patria della perdizione e degli stupefacenti.
Un fenomeno musicale insolito per questo periodo della storia del gruppo si ritrova nel brano che dà il titolo all'album, appunto Verità nascoste: si tratta delle due sezioni strumentali eseguite con il sostanzioso contributo di un insieme di musica da camera (quartetto e flauto traverso).
Una versione inglese dell'album (Secret Truth's) venne registrata ma non distribuita.

## Tracce
1. Insieme al concerto (6:04)
2. In ottobre (6:44)
3. Verità nascoste (3:52)
4. Vedi Amsterdam (4:54)
5. Regina al Troubadour  (6:43)
6. Radiofelicità (4:55)
7. I salmoni (2:54)
8. Il gradino più stretto del cielo (5:00)

Tutti i brani sono composti da: T. Pagliuca - A. Tagliapietra
Titoli della versione inglese (la traduzione dei testi dall'italiano all'inglese è di Peter Hammill, fondatore della band Van Der Graaf Generator): 
Friend of Yesterday, Secret Truths, Happyradio and See Amsterdam, Queen to Troubadour, The Step Most Narrow in the Sky, In October, With to the Concert.

## Formazione
- Aldo Tagliapietra – voce, basso
- Tony Pagliuca – tastiere
- Michi Dei Rossi – batteria, percussioni
- Germano Serafin - chitarra

## Singoli
- Regina al Troubadour/Verità nascoste, Philips